# Orodara

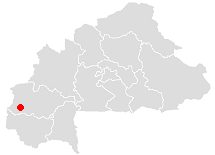
Orodaras läge i Burkina Faso.

Orodara är en stad och kommun i sydvästra Burkina Faso och är administrativ huvudort för provinsen Kénédougou. Staden hade 23 356 invånare vid folkräkningen 2006, med totalt 31 632 invånare i hela kommunen.